# Římskokatolická farnost Dolní Kounice
Římskokatolická farnost Dolní Kounice je územní společenství římských katolíků s farním kostelem svatého Petra a Pavla v děkanství rosickém. Do farnosti spadají obce Dolní Kounice, Mělčany, Moravské Bránice, Nové Bránice a Trboušany.

## Historie farnosti
Nejstarší záznamy o faře v Dolních Kounicích pocházejí z konce 13. století, patronát nad farou měl tehdy zdejší klášter Rosa coeli. Od druhé poloviny 16. století do roku 1621 zde působili nekatoličtí kazatelé. Rekatolizaci farnosti po roce 1622 zajišťovali jezuité. Budovatelem nové fary v roce 1632 byl minorita Jakob Boncarpi. Farní kroniku založil místní farář a děkan Jan Dominik Máša (Mascha) v roce 1804.
Do farnosti patřily v minulosti obce Pravlov (kolem roku 1630), Neslovice (1656 až 1760), Hlína (1656 až 1787). Matriky byly založeny 60. letech 17. století. Psány byly česky, pak střídavě latinsky a německy, od roku 1866 opět česky.

## Duchovní správci
Farářem je od 1. září 2007 R. D. Mgr. Karel Obrdlík.

## Bohoslužby
| Kostel                  | Místo         | Bohoslužba (den)     | Hodina                                                        | Poznámka        |
| ----------------------- | ------------- | -------------------- | ------------------------------------------------------------- | --------------- |
| sv. Petra a Pavla       | Dolní Kounice | neděle úterý pátek   | 7.45 17.00 (zimní období)/18.00 (letní období)                | Farní kostel    |
| Nanebevzetí Panny Marie | Mělčany       | neděle středa sobota | 9.15 (1x za 14 dní) 17.00 (zimní období)/18.00 (letní období) | Filiální kostel |
| sv. Antonína            | Dolní Kounice |                      |                                                               | kaple           |

## Aktivity ve farnosti
Dlouholetou tradici má smíšený chrámový sbor. Výuka náboženství se koná na školách v Dolních Kounicích, Moravských Bránicích a Nových Bránicích. 
Na 7. května připadá Den vzájemných modliteb farností za bohoslovce a bohoslovců za farnosti brněnské diecéze. Adorační den se koná 17. listopadu.
Ve farnosti se pravidelně koná tříkrálová sbírka. V roce 2017 se při ní vybralo 163 172 korun (Dolní Kounice darovaly 50 816 korun, Moravské Bránice 32 039 korun, Nové Bránice 29 783 korun, Trboušany 29 842 korun a Mělčany 20 692 korun).